# Due per tre
Due per tre è stata una sitcom italiana, prodotta dalla Aran, dal 23 marzo 1997 al 7 febbraio 1999 e trasmessa su Canale 5 e interpretata da Johnny Dorelli e Loretta Goggi.

## Trama
La sitcom racconta le vicende della famiglia Antonioli, composta dal padre Giorgio, avvocato civilista, dalla madre Elena, laureata in architettura ma oggi casalinga a tempo pieno (anche se con scarsi risultati in cucina) e dai tre figli Martina, Niki e Leo. Nella loro vita e nei loro problemi si inseriscono talvolta Vanna, la segretaria di Giorgio, e Cesira, la colf.

## Episodi
| Stagione         | Episodi | Prima TV |
| ---------------- | ------- | -------- |
| Prima stagione   | 20      | 1997     |
| Seconda stagione | 20      |          |
| Terza stagione   | 20      |          |

## Produzione
La serie veniva girata negli Studi Link Up di Milano, in Viale Col di Lana 6/A, oggi dismessi e rinconvertiti in abitazioni.
Tra gli attori che hanno preso parte alla sitcom, Pippo Santonastaso, Francesca Romana Coluzzi, Renzo Ozzano, Riccardo Garrone, Gian, Paola Quattrini e Gisella Sofio.